# Gustaf Bergenstråhle
Gustaf Bergenstråhle, född 14 december 1771, död 6 juni 1829, var en svensk generalmajor och friherre av den adliga ätten Bergenstråhle (nr 1696).

## Biografi
Gustaf Bergenstråhle hade konung Gustav III och drottning Sofia Magdalena av Danmark som faddrar och var son till hovrättsrådet Rudman Bergenstråhle och hans hustru friherrinnan Lovisa Pfeiff och var halvbror till generalerna Johan Bergenstråhle och Claes Gabriel Bergenstråhle.
Han bevistade kriget i Finland 1788–1790, där han blev fången vid Anjala 3 maj 1790 och bevistade under norska kriget 1808 slaget vid Liers skansar. Bergenstråhle blev överste och chef för Jönköpings regemente 30 oktober 1810 och kommenderade 5 infanteribrigaden under fälttågen i Tyskland och Norge 1813–1814. Han blev generalmajor och chef för 6 infanteribrigaden 11 juni 1816 och chef för 5 infanteribrigaden 10 maj 1825.
Bergenstråhle avsändes 1818 till preussiska hovet i Berlin för att notificera konung Karl XIII:s död och konung Karl XIV Johans uppstigande på tronen.